# Железнодорожное соглашение
Железнодоро́жное соглаше́ние — соглашение между Российским Правительством адмирала Колчака и Межсоюзническим железнодорожным комитетом (в который входили «представители всех союзных держав, имеющих вооружённые силы в Сибири») об условиях эксплуатации, охране и финансировании Транссибирской и Китайско-Восточной железных дорог во время Гражданской войны в России. Единственное многостороннее межгосударственное соглашение, заключённое Российским Правительством за всё время его существования:401.

## Предыстория
Большевистское правительство вывело Россию из Первой мировой войны путём подписания сепаратного мира с Центральными державами в марте 1918 года. В то же время на оккупированных германо-австрийскими войсками территориях бывшей Российской империи под протекторатом Центральных держав создавались молодые независимые государства, фактически становившиеся союзниками Центральных держав и противниками бывших союзниц России по Первой мировой войне — Антанты. Последняя, продолжая войну, не собиралась мириться с таким положение вещей, продолжала рассматривать территории бывшей Российской империи как театр боевых действий и стремилась восстановить Восточный фронт для продолжения войны.

## Общие сведения о соглашении
Соглашение было заключено 5 марта 1919 года и носило сугубо «технический характер». Был создан Межсоюзнический железнодорожный комитет, главой которого был назначен министр путей сообщения Российского правительства Л. А. Устругов. Соглашение предусматривало создание при Межсоюзническом комитете «Союзного совета по воинским перевозкам» и «Технического Совета» из железнодорожных специалистов (главой последнего был назначен известный американский инженер и предприниматель Г. Стивенсен). Соглашение гласило, что «охрана железных дорог должна быть вверена союзным военным силам», но при этом «во главе каждой железной дороги остаётся русский начальник или управляющий с полномочиями, предоставленными ему существующими русскими законами». Все назначения в должности или смещения с них могли проводиться только с санкции русского руководства. Участок Транссиба к западу от озера Байкал поручался охране Чехословацкого корпуса. К востоку от озера контроль над железными дорогами обеспечивали японские и американские части:402. 
Соглашение теряло силу «с момента отозвания иностранных военных сил из Сибири». Одновременно с выводом военных должны были быть отозваны и железнодорожные специалисты. Таким образом, данное техническое соглашение напрямую зависело от присутствия на территории бывшей Российской империи иностранных воинских контингентов. Заключение данного соглашения произошло, скорее, по причине фактического присутствия в России иностранных войск, так как после окончания Первой мировой войны идея восстановления Восточного фронта теряла свою актуальность (для чего войска изначально вводились), никаких официальных соглашений о военной помощи Белым правительствам от союзников так заключено и не было, и для пребывания уже находившихся на территории России иностранных войск нужно было найти законные основания и практическое применение:402.